# Рудник Схід
Рудник Схід – гірничодобувне підприємство у Актюбінській області Казахстану, що здійснює розробку однойменного хромітового родовища зі складу Сарсайського рудного поля Південно-Кемпірсайського рудного масиву.
Родовище відкрили ще у 1963 році, проте видобуток з нього почали лише у 2008-му. Розробка ведеться підземним способом, для чого спорудили шахтні стовбури «Вентиляційно-Нагнітальний» та «Вентиляційно-Витяжний» глибиною по 210 метрів, а також транспортний ухил. Розташовані нижче горизонти розкривають сліпими транспортними ухилами, які станом на 2019 рік вже заглибились на 120 метрів та в подальшому мали спуститись ще на 120 метрів. 
Проектна потужність рудника на період 2019 – 2029 роки становить 0,85 млн тон на рік. При цьому з початку роботи по 2019-й було видобуто 5,8 млн тон руди, а залишкові запаси станом на початок 2017 року оцінювались у 9 млн тон (з них 7,9 млн тон доведені та 1,1 млн тон категорії ймовірні).
Видобута на родовищі Схід руда проходить підготовку на належній до рудника збагачувальній фабриці, після чого спрямовується споживачам через розташований за 16 км власний залізничний термінал. Серед споживачів варто передусім відзначити російський Тихвінський феросплавний завод.
В 2008 році рудник (а також Тихвінський феросплавний завод) за 1,4 млрд доларів США придбала російська металургійна група «Мечел». У 2013-му вона продала їх за 425 млн доларів США турецькій компанії Yildirim Group.